# 1963 في العراق
فيما يلي قوائم الأحداث التي وقعت خلال عام 1963 في العراق.

## سياسة

### تعيين في المنصب
- 8 فبراير – عبد السلام عارف ( رئيسًا للجمهورية)
- 8 شباط - أحمد حسن البكر (رئيسًا للوزراء).
- 8 شباط - علي صالح السعدي ( وزيرًا للداخلية ونائبا لرئيس الوزراء)
- 8 شباط - صالح مهدي عماش ( وزيرًا للدفاع )
- 8 شباط - حازم جواد ( وزيرًا لشؤون رئاسة الجمهورية)
- 8 شباط - طالب الشبيب ( وزيرًا للخارجية)
- 8 شباط - عزت مصطفى ( وزيرًا للصحة)
- 8 شباط - سعدون حمادي ( وزيرًا للإصلاح الزراعي)
- 8 شباط - مهدي الدولعي ( وزيرًا للعدل)
- 8 شباط - مسارع الراوي (وزيرًا للإرشاد)
- 8 شباط - صالح كبة ( وزيرًا للمالية )
- 8 شباط- أحمد عبد الستار الجواري ( وزيرًا للتربية)
- 8 شباط - عبد الكريم العلي ( وزيرًا للتخطيط)
- 8 شباط - حميد خلخال ( وزيرًا للعمل)
- 8 شباط - عبد الستار عبد اللطيف ( وزيرًا للمواصلات)
- 8 شباط - ناجي طالب ( وزيرا للصناعة)
- 8 شباط - شكري صالح زكي ( وزيرًا للتجارة)
- 8 شباط - عبد العزيز الوتاري ( وزيرًا للنفط)
- 8 شباط - محمود شيت خطاب ( وزيرًا للبلديات)
- 8 شباط - بابا علي الشيخ محمود ( وزيرًا للزراعة)
- 8 شباط - فؤاد عارف ( وزيرًا للدولة )

### انتهاء فترة المنصب
- 8 شباط – عبد الكريم قاسم ( رئيس وزراء).
- 8 شباط – محمد نجيب الربيعي ( رئيس مجلس السيادة).
- 8 شباط - أحمد محمد يحيى( وزير الداخلية).
- 8 شباط - هاشم جواد ( وزير الخارجية).
- 8 شباط - إسماعيل العارف ( وزير المعارف).
- 8 شباط - محمد سلمان ( وزير النفط).

## أحداث

### شباط
- 8 شباط - انقلاب عسكري يطيح برئيس الوزراء عبد الكريم قاسم.
- 9 شباط - إعدام رئيس الوزراء عبد الكريم قاسم وضباط آخرين بعد محاكمة صورية وعرض جثثهم على شاشة التلفاز.

### يونيو
- 4 يونيو - تعيين روبرت سي. سترونغ سفيرا للولايات المتحدة لدى العراق.

### تموز
- 2 تموز - السفير الأمريكي روبرت سي. سترونغ يقدم أوراق اعتماده.
- 3 تموز - محاولة انقلاب عسكري بقيادة نائب عريف حسن سريع.

### تشرين الثاني
- انقلاب عسكري ضد حكم حزب البعث بقيادة المشير عبد السلام عارف.

## مواليد

### يناير
- 1 يناير – ريتا كاتز
- 1 يناير – عدنان كريم
- 1 يناير – نصير شمه موسيقي عراقي.
- 7 يناير – حكيم شاكر لاعب كرة قدم عراقي.

### مايو
- 23 مايو – رحيم حميد لاعب كرة قدم عراقي.

### أغسطس
- 1 أغسطس – مروان حلبجاي مترجم عراقي.

## وفيات

### يناير
- 1 يناير – رضا الواعظ (مواليد 1870) فقيه وعالم دين عراقي.

### فبراير
- 8 فبراير – جلال الأوقاتي (مواليد 1915) ضابط عسكري وقائد سابق للقوة الجوية
- 9 فبراير – عبد الكريم قاسم (مواليد 1914) ضابط عسكري ورئيس وزراء العراق والقائد العام للقوات المسلحة وأول حاكم عراقي بعد الحكم الملكي.
- 9 فبراير – طه الشيخ أحمد (مواليد 1917 ) ضابط عسكري ومدير الخطط العسكرية
- 9 فبراير – كنعان حداد (مواليد 1935) ضابط عسكري
- 9 فبراير – فاضل عباس المهداوي (مواليد 1915) ضابط عسكري ورئيس المحكمة العسكرية العليا الخاصة
- 9 فبراير – وصفي طاهر (مواليد 1915) ضابط عسكري